# Перстень Нібелунгів (фільм)
«Перстень Нібелунгів» (англ. Ring of the Nibelungs) — фентезійний німецький двосерійний телефільм, заснований на середньовічній німецькій епічній поемі «Пісня про Нібелунгів».

## Сюжет
Фільм розповідає історію про те, як коваль Зігфрід рятує землі бургундів від стародавнього і могутнього дракона Фафніра. Разом з титулом переможця дракона йому дістається і доступ до його скарбів, проте легенда свідчить, що ці скарби прокляті. Але Зігфрід не надає цій легенді значення і вирішує забрати їх. Пізніше прокляття буде переслідувати героя по п'ятах і зіграє трагічну роль в його житті. А його любов - королева-валькірія Брунгільда, чий весільний союз було визначено «старими богами», також зазнає непосильних незгод.

## У ролях
- Бенно Фюрманн — Ерік / Зігфрід
- Алісія Вітт — Крімгільда
- Крістанна Локен — Брюнгільда
- Макс фон Сюдов — Ейвінд
- Джуліан Сендс — Хаген
- Семюел Вест — король Гюнтер
- Роберт Паттінсон — Гізельхер
- Шон Хіггс — Альберіх
- Гоц Отто — король Торквін
- Ральф Меллер — король Торкілт
- Леонард Мосс — король Зигмунд
- Дін Слейтер — Данкварт